# Софіївська сільська територіальна громада
Софіївська сільська територіальна громада — територіальна громада в Україні, в Баштанському районі Миколаївської області. Адміністративний центр — село Софіївка.
Утворена 11 травня 2018 року шляхом об'єднання Баратівської та Софіївської сільських рад Новобузького району.

## Населені пункти
До складу громади входять 1 селище (Щасливе) і 23 села: Антонівка, Баратівка, Березнегуватське, Веселий Поділ (Березнегуватський старостинський округ), Веселий Поділ (Новомиколаївський старостинський округ), Вівсянівка, Володимирівка, Володимиро-Павлівка, Ганнівка, Кам'яне, Майорівка, Майське, Мала Ганнівка, Миролюбівка, Новогригорівка, Новомиколаївка, Новопетрівка, Новорозанівка, Павлівка, Пелагіївка, Привільнянське, Софіївка та Улянівка.